# Casa del Centenario

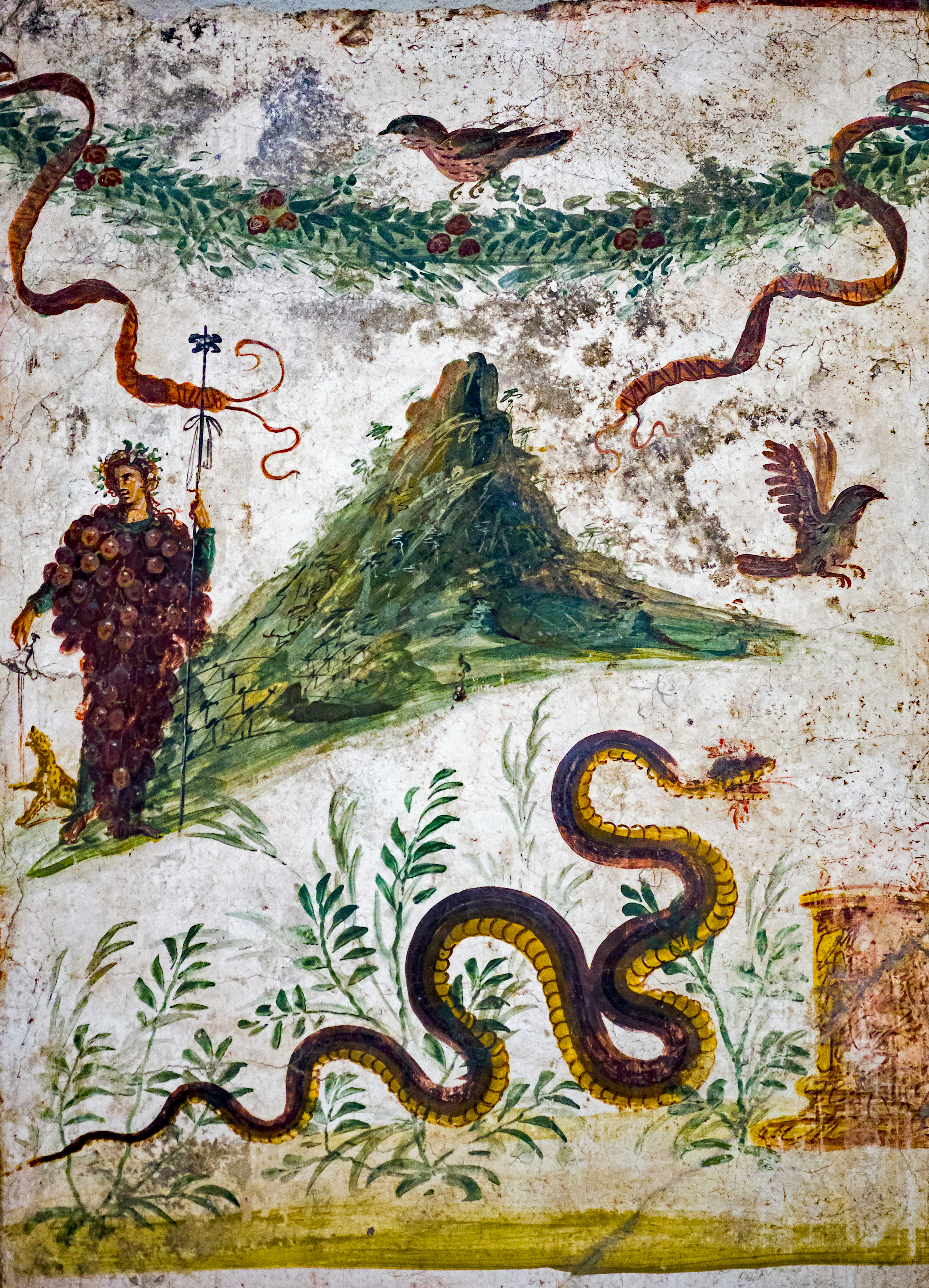
Bacchus in Gestalt einer Weintraube und der mit Reben und Wald bewachsene Vesuv

Bei der Casa del Centenario (deutsch Haus der Hundertjahrfeier) handelt es sich um ein großes Wohnhaus in Pompeji (IX 8.6), das einer wohlhabenden Familie gehört haben muss. Das Haus wurde 1879, 1881 und 1902 ausgegraben. Es war reich ausgestattet, doch ist davon heute nur noch ein Teil gut erhalten. Der moderne Name des Hauses bezieht sich auf das Jahr seiner Entdeckung, 1879, 18 Jahrhunderte nach dem Vulkanausbruch von 79.

## Beschreibung
Das große Haus nimmt fast eine gesamte Insula ein. Es wurde im 2. Jahrhundert v. Chr. errichtet und hatte zu dieser Zeit zwei Atrien und ein großes Peristyl. Am Beginn des 1. Jahrhunderts n. Chr. wurde das Haus umgebaut und erhielt eine umfangreiche Dekoration im 3. Stil, die heute aber zum großen Teil nicht mehr vorhanden ist. Kurz vor dem Untergang der Stadt wurden diverse Räume des Hauses im 4. Stil ausgestattet. Das Haus hat ein großes Nymphäum, dessen Wandmalereien Wasserszenen und Landschaften zeigen. Die Malereien sind heute noch erhalten. In dem Teil des Hauses, wo die Diener wohnten, steht auch ein Lararium mit einer Wandmalerei des Bacchus neben dem Vesuv. Das Bild wurde von der Wand genommen und ins Archäologische Nationalmuseum Neapel gebracht. In einem Raum mit einer Wanddekoration im 4. Stil befanden sich Wandgemälde mit erotischen Szenen, die durch ihre hohe Qualität auffallen, während solche Bilder sonst oftmals eher einfach sind. Vielleicht handelt es sich um Kopien hellenistischer Malereien. Lawrence Richardson Jr. sieht verschiedene Maler am Werk. Diverse mythologische Bilder schreibt er dem Adorne Ferito-Maler, andere dem Iphigenia-Maler zu. Die Jagdszenen stammen nach ihm von Lucius, dem einzigen, namentlich bekannten Maler aus Pompeji.
Zahlreiche Räume sind mit einfachen schwarzweißen Mosaiken ausgestattet. Ein farbiges Mosaik, das sich heute in Neapel befindet, zeigt das Medusenhaupt. Die Bronzefigur eines Satyrs stand als Brunnenfigur am Wasserbassin im Peristyl und befindet sich heute ebenfalls in Neapel.
Im Haus fanden sich drei Leichen: zwei von ihnen in einem Raum bei dem kleineren Atrium, eine dritte – wahrscheinlich die sterblichen Überreste einer Frau – in einem Gang beim Peristyl. Bei dieser Leiche kamen ein Armband in der Form einer Schlange, zwei Ohrringe und eine silberne Haarnadel zu Tage.

## Galerie

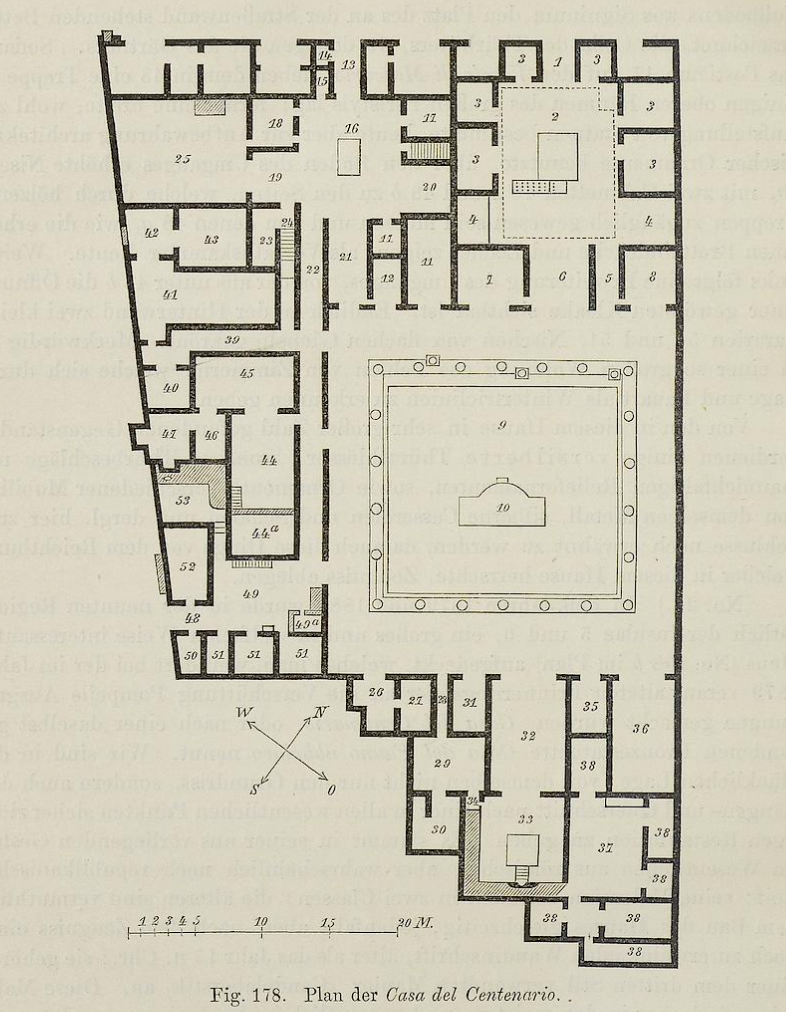
Grundriss des Hauses
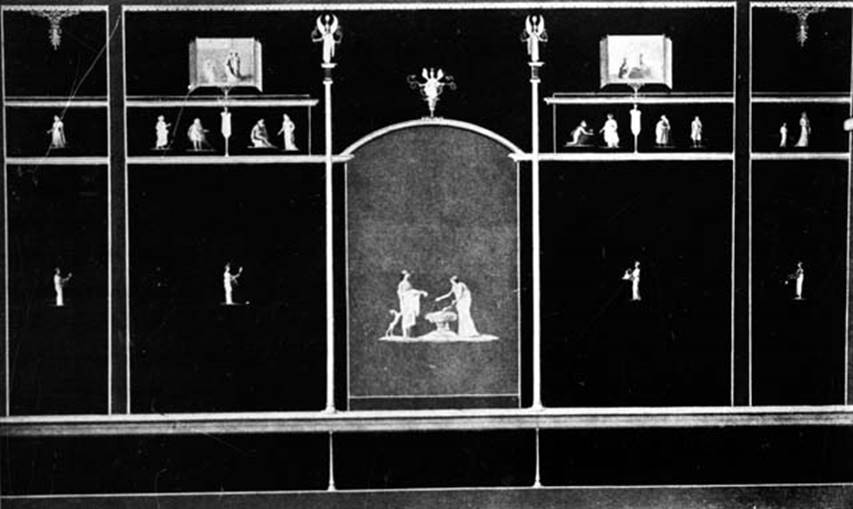
Malerei im 3. Stil
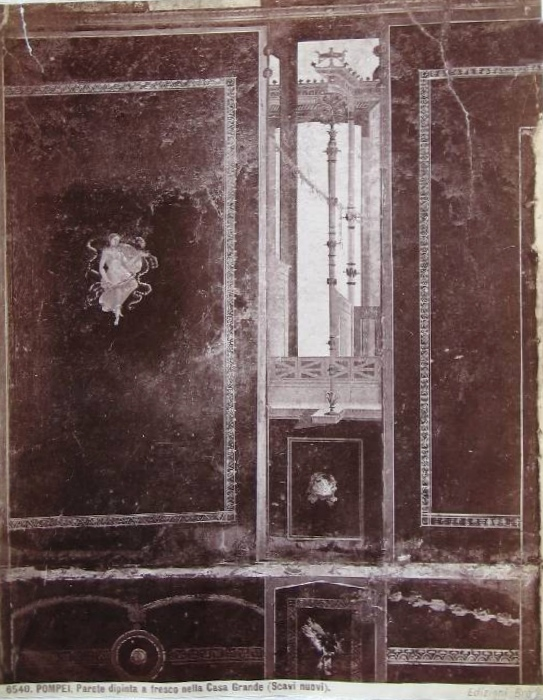
Wandmalerei im 4. Stil, altes Grabungsphoto
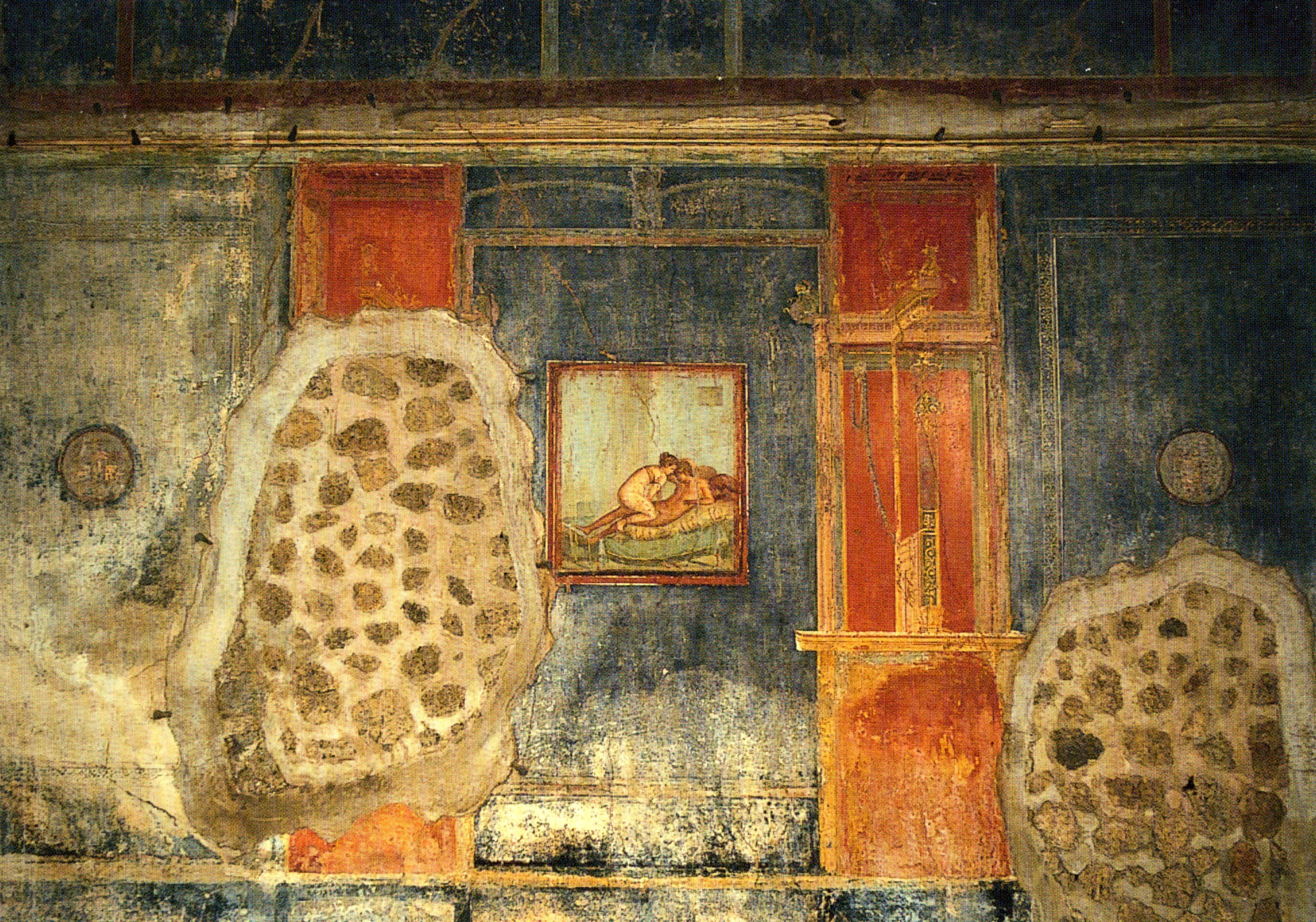
Wand im 4. Stil mit erotischer Darstellung
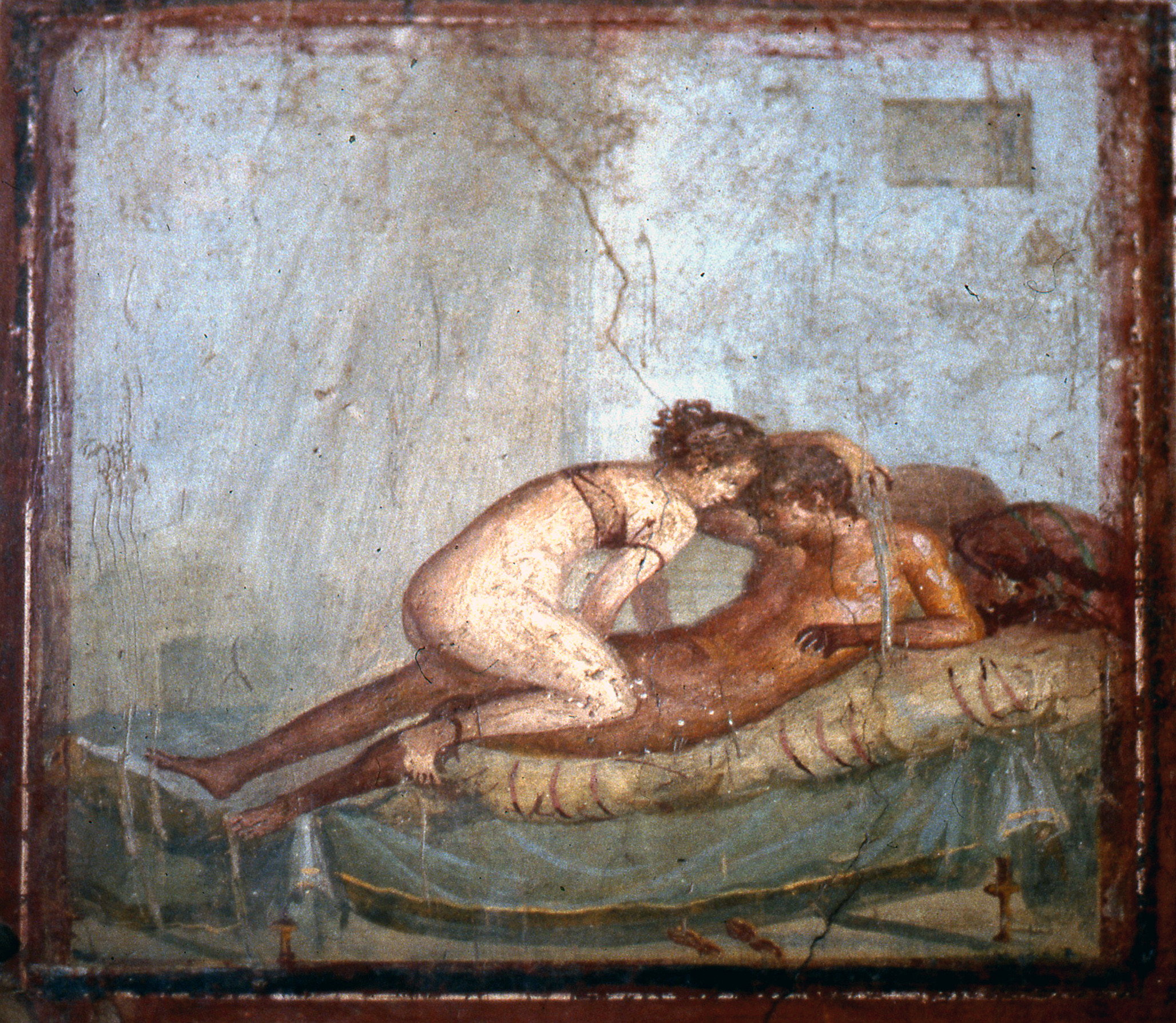
Erotische Darstellung
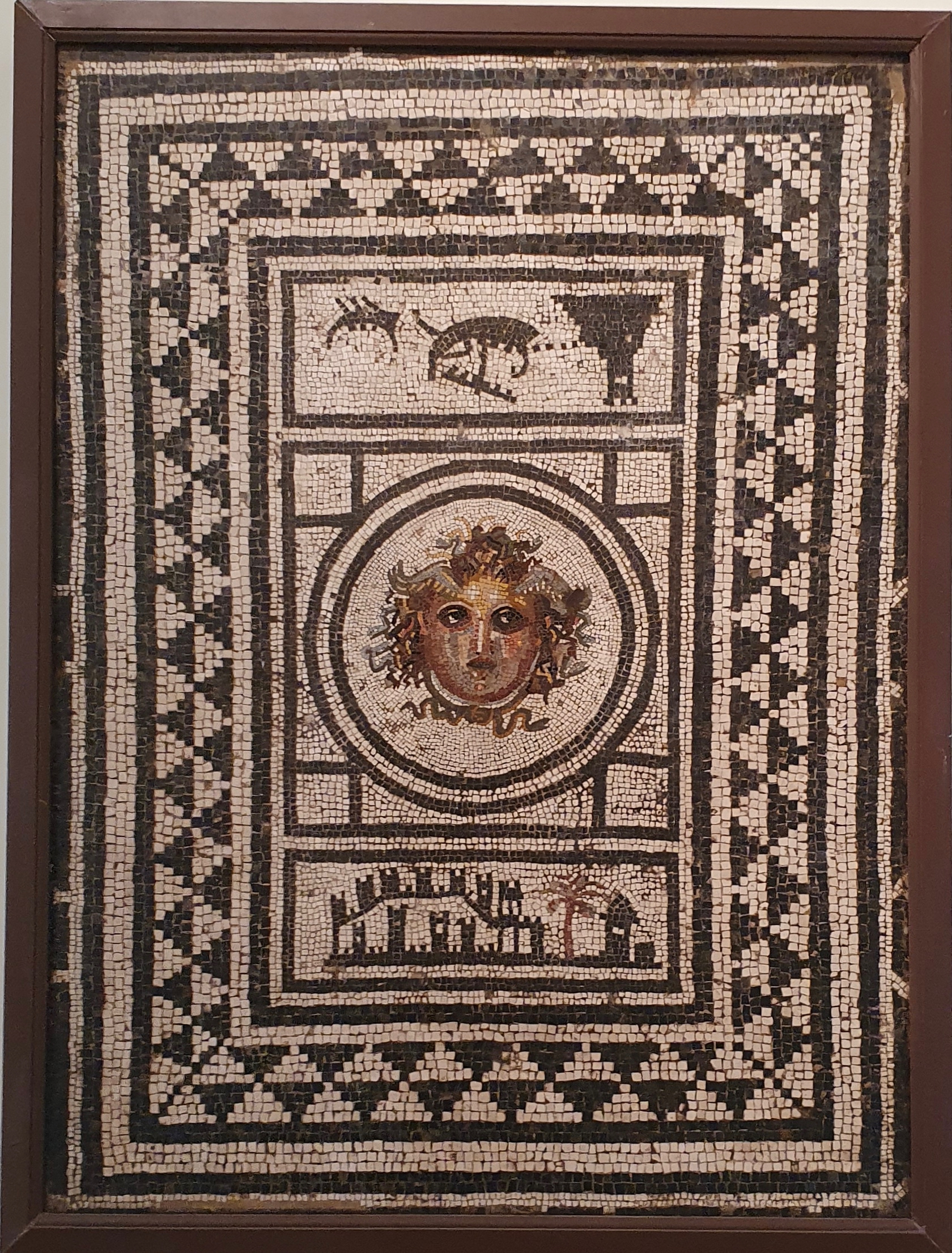
Mosaik mit Medusakopf
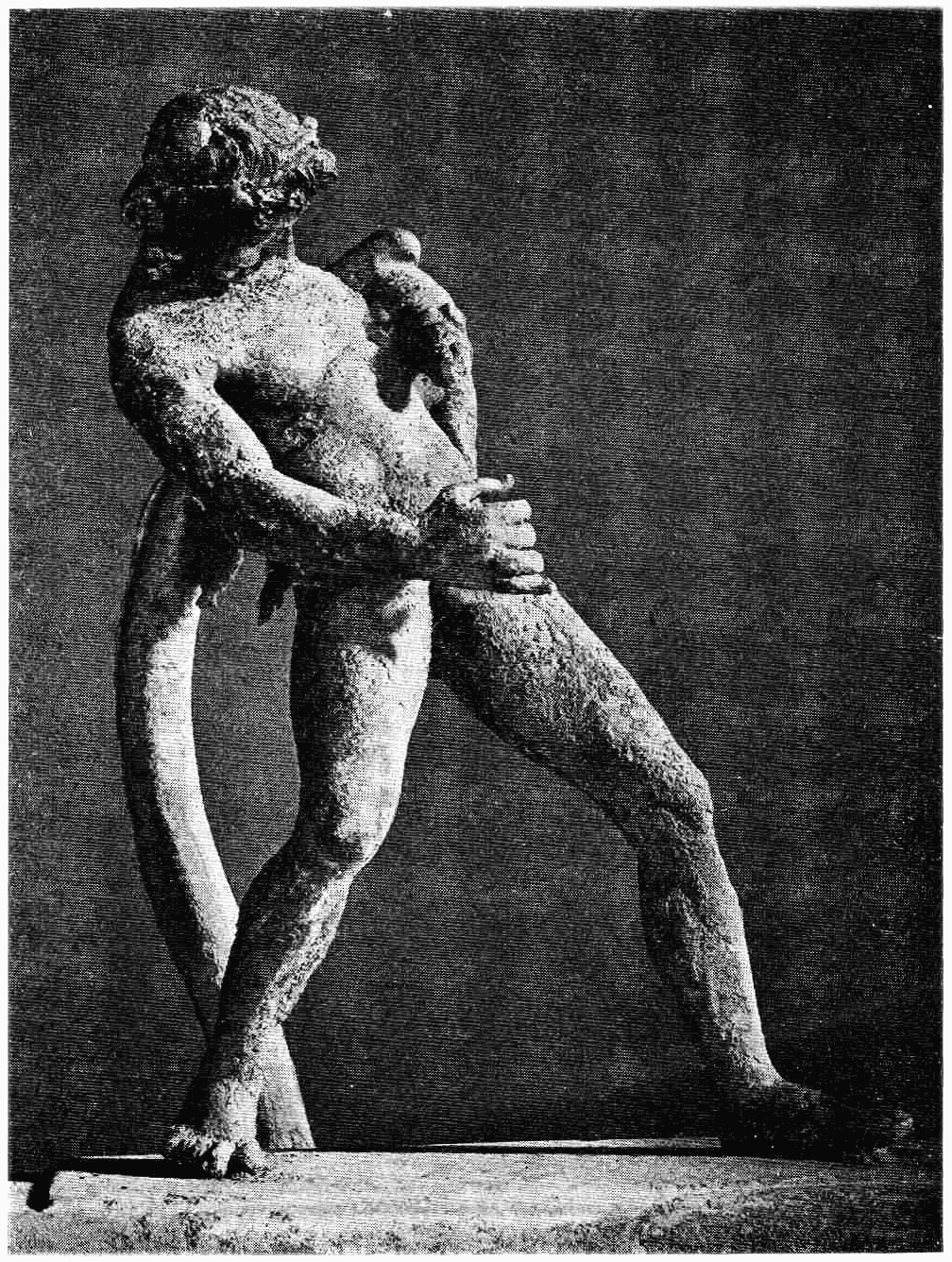
Statue eines Satyrs